# Ash Crimson
Ash Crimson (アッシュ・クリムゾン Asshu Kurimuzon?) es un personaje de la saga de Videojuegos The King of Fighters. Su primera aparición fue en The King of Fighters 2003. Su apodo oficial es "El Fuego Burlón".
Ash Crimson es el protagonista de la tercera saga de The King of Fighters conocida como "Los Cuentos De Ash" . Por su personalidad y actos pareciera ser más un villano que un héroe, sin embargo, al final de la saga se explica el por qué de sus acciones, y al terminar su historia dejando de existir, se convierte en el primer héroe trágico de KOF.
Lo más polémico de este personaje es la imagen que proyecta que, a pesar de mostrar un aspecto femenino, según la página oficial de SNK Playmore, fue diseñado como "un villano atractivo".

## Historia
The King Of Fighters 2003:
Ash era el líder del New Hero's Team (compuesto también por Dúo Lon y Shen Woo). Juntos, hicieron su primera aparición en The King of Fighters 2003. El motivo de Ash para entrar al torneo eran desconocidos, ya que al principio se le veía como un luchador burlón y desinteresado, además de incluso demostrar desdén hacia Mukai, jefe final de dicha entrega, llamándolo insoportable en sus interacciones con él. 
Aunque después se revela que entró a dicho torneo para tomar los Tres Tesoros Sagrados de los descendientes de los clanes que sellaron a Orochi hace ya más de 1800 años (Kyo Kusanagi, Iori Yagami y Chizuru Kagura). Luego de que Mukai huya ileso de la pelea contra Iori, Kyo y el equipo de K' (Que para ese momento ya fue transportado a otro sitio), Chizuru aparece malherida por la pelea anterior contra el equipo de K', y ella explica que estuvo cuidando del sello por muchos años, para repentinamente caer inconsciente en los brazos de Ash Crimson, quien aparece por detrás y para sorpresa de los presentes, roba el Espejo de Yata de Chizuru.
Al cumplir su objetivo, arroja el cuerpo inconsciente de Chizuru, que cae en los brazos de un furioso Kyo, quién cuestiona sus acciones.
Ash amenaza a Iori diciendo que él es el siguiente, a lo que éste responde que "destruirá sus objetivos uno por uno", para luego lanzar un 108 Shiki Yami Barai hacia Ash, quién lo esquiva con facilidad para aparecer detrás de Iori por medio de la teletransportación, siendo una de las facultades del Espejo de Yata, demostrando que puede aprender a controlar los poderes que roba con rapidez luego de haberlos obtenido. Posterior a todo eso, Ash desaparece.
The King Of Fighters XI:
En su segunda aparición en The King of Fighters XI, forma equipo con Oswald y otra vez con Shen Woo, mientras que Duo Lon se unió a Elisabeth Blanctorche y Benimaru Nikaido, alejándose de Ash al enterarse de que robó el Espejo de Yata.
En esta ocasión, Ash estrena sus nuevos poderes luego de robar los poderes de Chizuru, ya pudiendo "sellar" a sus oponentes con un nuevo LDM: Germinal, que consiste en, luego de activar el Sans-Culotte, atrapar a su adversario con sus llamas, permitiéndole anular los movimientos especiales y de desesperacion de su oponente por varios segundos, al igual que el Path Of The Void de Chizuru, además de obtener también la habilidad de crear espejismos y teletransportarse igual que ella, como se demostró en el Ending del XI Rivals Team, al escapar de dicho equipo.
Después de la muerte de Magaki (Quién ya sospechaba que Ash estaba tramando algo), a manos de Shion, Ash manipula a Shen Woo para enfrentarlo con Oswald, en una batalla a muerte. Para ello, Ash armó una historia acerca de un traficante de fármacos, llamados "Píldoras del Dragón". Oswald, se encontraba tras la pista de este supuesto traficante. Así, con estas condiciones, Ash le dice a Oswald que la única forma de encontrar a este ficticio traficante es eliminando a Shen Woo, aunque no esperaba que éste lo lograra.
Pero el verdadero propósito de Ash para este torneo, era robar los poderes de Iori Yagami, teniendo éxito al encontrarlo malherido luego de un episodio del Disturbio De La Sangre que lo llevó a herir de gravedad a Kyo Kusanagi y a Shingo Yabuki. Cuando el XI Rival Team (Elisabeth Blanctorche(Betty), Dúo Lon y Benimaru Nikaido) llegó a la escena, interrogan a Ash acerca de lo ocurrido, atribuyendole a él el grave estado en el que los presentes se encontraban. Ash responde que ellos ya estaban así antes de que él llegara, Elisabeth le cuestiona sus intenciones y le pide recordar su misión, Ash responde que no recuerda que misión le fue encomendada. Ella le responde que su obsesión con el poder le repugna, a lo cual Ash retruca amenazando a Elisabeth, mostrándole las llamas moradas características de Iori Yagami, declarando que ya no se dejará regañar por ella, y que no es la persona que solía ser. En ese momento, Benimaru, Dúo Lon y Elisabeth rodean a Ash, pero este último desaparece usando los poderes del espejo Yata de Chizuru, dejándoles saber que Kyo Kusanagi será su siguiente objetivo.
The King Of Fighters XII:
En el juego The King of Fighters XII, Ash hace aparición en su encarnación más actual siendo el personaje principal, luego de haber robado los poderes de Iori Yagami. Los poderes de Ash parecen haber aumentado al grado de que puede manejar sus poderes de fuego (incluido versiones mejoradas de sus movimientos de desesperación originales como el "Thermidor") empleando una sola mano.
The King Of Fighters: Maximum Impact Regulation "A":
Ash aparece en el juego KOF Maximum Impact Regulation "A". Aunque este juego forma parte de una historia alterna a la saga principal, por los diálogos de Ash (especialmente cuando se enfrenta a Xiaolon) parece indicar que este juego se ubica entre los eventos de The King of Fighters XI, esto se debe a que Xiao Lon le pregunta a Ash por Duo Lon, pero éste le responde al final que no lo ha visto desde hace ya bastante tiempo.
The King Of Fighters XIII:
En el juego The King of Fighters XIII,  Ash participa de forma individual al tener a sus excompañeros de equipo (Y por ende a todo el roster del juego) en su contra.
En esta entrega, Ash actúa de forma extraña, se denota eso en sus diálogos con Elisabeth y Athena Asamiya, cuando esta última dice notar "determinación" en el corazón de Ash (Recuérdese que ella puede sentir los pensamientos y sentimientos de otras personas con sus poderes psíquicos) a lo que éste la evita diciendo que no sabe de qué está hablando, y que detesta que se metan en sus asuntos, e incluso informándole a Adelheid Bernstein sobre algunos movimientos de Aquellos Del Pasado, clan al que pretendía servir.
En esta entrega también se revela que Ash es descendiente de Saiki, líder de "Aquellos del pasado". Clan del que forman parte Mukai, Shion y Magaki, jefes de las anteriores entregas, y que el objetivo de obtener los Tres Tesoros Sagrados era para que estos no intervengan en sus objetivos: Absorber el poder de Orochi para usar La Puerta Del Tiempo y reescribir la historia.
En medio de la batalla final entre el equipo ganador y Saiki, Ash traiciona a este último al atacarlo por la espalda y absorber sus poderes, pero al obtener la esencia de éste y no lograr controlarla, se transforma en Evil Ash, quién se enfrenta al equipo de Elisabeth, Dúo Lon y Shen Woo. En medio de la batalla, Saiki pierde el control del cuerpo que posee y Ash recupera la consciencia por un momento. Mientras que la ya mencionada Puerta Del Tiempo se cierra, Ash decide quedarse en el presente con Saiki, quien al no poder entrar en la puerta y volver a su tiempo, es borrado de la historia, lo que signifca que Ash también.
Al final, se revela que sus verdaderas intenciones eran proteger a los Tres Tesoros Sagrados (Kyo, Iori y Chizuru), para ello, era necesario robarles sus poderes para alejarlos del peligro. Cuando Ash muere, los poderes de Iori y Chizuru regresan a sus respectivos dueños. Cuando Saiki es borrado de la historia, Ash logra despedirse de Elisabeth Blanctorche  su leal cuidadora y compañera de su infancia, antes de desaparecer para siempre de la existencia.
Ash hace una aparición en el juego The King of Fighters XIV, en el final del Official Invitation Team, siendo encontrado en estado de inconsciencia por Elisabeth con ayuda de Kukri.

## Evil Ash
Blood Spiraling into Insanity Ash  (血の螺旋に狂うアッシュ Chi no Rasen ni Kuruu Asshu?), o Ash controlado por el Espiral De Sangre en español, es la forma de Ash cuando es poseído por Saiki al intentar traicionarlo robando sus poderes. Esta versión de Ash apareció en KOF XIII como jefe final, originalmente estaba planeado para aparecer en KOF XII como se puede ver en sus archivos, pero por razones desconocidas no fue incluido.
En este estado se encuentra rodeado de fuego oscuro, su cabello, antes rubio platinado, ahora es blanco y sus características ropas rojas se tornan de color negro, es capaz de emplear mucho más rápido sus ataques, tiene una que otra técnica nueva, y al estar en estado permanente de Sans-Culotte, no necesita cargar sus ataques para efectuar movimientos especiales y cancelaciones, además estrenó un nuevo movimiento que cubre toda la pantalla como reemplazo del ya mencionado Sans-Culotte, al ya no necesitarlo.
Ash, al ser poseído por Saiki, su personalidad desinteresada desaparece y es directamente reemplazada por la de este último; siendo igual de sádico, verborrágico y dispuesto a matar que el mismo Saiki.
También se entiende que Evil Ash es de los jefes más poderosos de toda la franquicia The King of Fighters, al poseer por defecto los poderes de Ash Crimson, Saiki, y también mantener aún los poderes de Chizuru Kagura y Iori Yagami.